# که‌سونگ
که‌‌سونگ یا گه‌سونگ (به کره‌ای: 개성시) یک میراث جهانی یونسکو و شهر در کره شمالی است که در استان هوانگهائه شمالی واقع شده‌است.
این شهر از سال ۹۱۹ میلادی تا ۱۲۳۲ میلادی پایتخت سلسله گوریو بود تا اینکه از این سال تا سال ۱۲۷۰ میلادی پایتخت به طور موقت به جزیره گانگوا منتقل شد و بعد از آن تا زمان سقوط سلسله گوریو این شهر دوباره به عنوان پایتخت انتخاب شد. بعد از تاسیس سلسله چوسان این شهر به یک شهر کاملا معمولی تبدیل شد. 

## خصوصیات
که‌‌سونگ ۱٬۳۰۹ کیلومترمربع مساحت و ۱۹۲٬۵۷۸ نفر جمعیت دارد.

## خواهرخوانده
شهرهای ریازان در روسیه و بالتی در  مولداوی خواهرخوانده‌های که‌‌سونگ هستند.